# Martin Toft Madsen
Martin Toft Madsen (Birkerød, Dinamarca, 20 de febrero de 1985) es un ciclista danés.

## Palmarés
2016
- Campeonato de Dinamarca Contrarreloj

2017
- Skive-Løbet
- Campeonato de Dinamarca Contrarreloj
- Chrono des Nations

2018
- Campeonato de Dinamarca Contrarreloj
- Hafjell GP
- Chrono Champenois
- Dúo Normando (junto a Rasmus Quaade)
- Chrono des Nations[1]

2019
- 2.º en el Campeonato de Dinamarca Contrarreloj
- 1 etapa de la Vuelta a Dinamarca

2020
- 2.º en el Campeonato de Dinamarca Contrarreloj

2021
- 3.º en el Campeonato de Dinamarca Contrarreloj

## Resultados en Grandes Vueltas y Campeonatos del Mundo
Durante su carrera deportiva ha conseguido los siguientes puestos en las Grandes Vueltas y en los Campeonatos del Mundo en carretera:
| Carrera              | Carrera              | 2015 | 2016 | 2017 | 2018 | 2019 | 2020 | 2021 | 2022 | 2023 |
| -------------------- | -------------------- | ---- | ---- | ---- | ---- | ---- | ---- | ---- | ---- | ---- |
|                      | Giro de Italia       | —    | —    | —    | —    | —    | —    | —    | —    | —    |
|                      | Tour de Francia      | —    | —    | —    | —    | —    | —    | —    | —    | —    |
|                      | Vuelta a España      | —    | —    | —    | —    | —    | —    | —    | —    | —    |
| Mundial en Ruta      | Mundial en Ruta      | —    | —    | —    | —    | —    | —    | —    | —    | —    |
| Mundial Contrarreloj | Mundial Contrarreloj | —    | 13.º | 21.º | 10.º | 29.º | —    | —    | —    | —    |

—: no participa

Ab.: abandono